# Bilce, Demîdivka
Bilce (în ucraineană Більче) este un sat în comuna Beresteciko din raionul Demîdivka, regiunea Rivne, Ucraina.

## Demografie
Componența lingvistică a localității Bilce
     Ucraineană (99,6%)
     Alte limbi (0,4%)
Conform recensământului din 2001, majoritatea populației localității Bilce era vorbitoare de ucraineană (99,6%), existând în minoritate și vorbitori de alte limbi.